# Tennisweltrangliste
Die Tennisweltrangliste, für die Herren herausgegeben von der ATP und für die Damen von der WTA, ist eine nach dem gleichen Konzept erstellte Weltrangliste im Tennis. Für sie werden bei den Herren die bei den besten 18 (in wenigen Fällen 19) Tennisturnieren erspielten Punkte aus den vergangenen 52 Wochen addiert und daraus wöchentlich die jeweilige Position bestimmt. Bei den Damen werden die Ergebnisse der besten 16 Turniere verwendet.
Die Weltrangliste spielt bei den meisten Tennisturnieren eine wichtige Rolle. Von ihr hängt ab, an welcher Position der jeweilige Spieler „gesetzt“ wird. Die Setzliste wiederum legt fest, welche Spieler wann gegeneinander antreten. Mit ihr wird unter anderem gewährleistet, dass die besten Spieler nicht schon in den ersten Runden aufeinandertreffen.

## Herren-Weltrangliste
Bis 2008 wurde bei der Herren-Weltrangliste zwischen zwei Modellen unterschieden. Zum einen gab es das Champions Race, das zu Beginn der Saison 2000 eingeführt, ab 2006 eingeschränkt (s. u.) und mit Ablauf der Saison 2008 eingestellt wurde; zum anderen das auch noch heute fortgeführte Entry-System, die Berechnungsmethode der alten Weltrangliste. Beide Listen wurden parallel geführt, wobei die Bedeutung der beiden Additionsverfahren auch unter Experten umstritten war.

### ATP-Ranking
In der Saison 1973 wurde das ATP-Ranking eingeführt, bei dem die Resultate der jeweils zurückliegenden 52 Wochen in die Wertung eingehen. Nach der Einführung des Champions Race (Resultate der bisherigen Saison) wurde das System beibehalten, weil es gerade zu Beginn der Saison eher ein aussagekräftiges Bild über die tatsächlichen Kräfteverhältnisse im Herrentennis gibt. Aus diesem Grund dient es auch als Basis der Setzliste bei allen Turnieren. Unter der Bezeichnung Entry-System wurde diese Weltrangliste zwischen 2000 und 2005 parallel zum Champions Race geführt. Seit der Saison 2006 gilt das Entry-System wieder als offizielle Weltrangliste der ATP und erhielt die neue Bezeichnung „ATP-Ranking“.
Mit der Saison 2009 wurde die Punkteverteilung in der Weltrangliste verändert. Die Punktezahl für Turniersiege bei Grand-Slam- und Masters-Series-Turnieren wurde verdoppelt, während die für kleinere Turniere nur in geringerem Ausmaß angehoben wurde. Auch wurde die Punktezahl für das Erreichen der aufeinander folgenden Turnierrunden nicht gleichmäßig erhöht; vielmehr ist das Erreichen der nächsthöheren Runde (Achtelfinale, Viertelfinale usw.) durch eine relativ höhere Punktezahl heutzutage stärker gewichtet.
Mit der Saison 2024 wurde die Punkteverteilung in der Weltrangliste erneut verändert. Die Punktezahl für das Erreichen der einzelnen Turnierrunden wurde leicht erhöht.

#### Berechnung des ATP-Rankings seit 2009

##### Allgemeines
Für jeden Spieler gehen bis zu 19 Turnierergebnisse in die Wertung ein. Diese Ergebnisse sind auf die folgende Art und Weise festgelegt:
- die vier Punktresultate aus den Grand-Slam-Turnieren. Nimmt ein Spieler, aus welchem Grund auch immer, an einem oder mehreren Grand-Slam-Turnieren nicht teil, so werden ihm hierfür 0 Punkte notiert. Er kann also ein Grand-Slam-Turnier (A-Turnier) nicht durch ein beliebiges Turnier ersetzen. Dies gilt auch für den Fall, dass er wegen Verletzung oder Krankheit nicht antreten kann. Für das ATP-Ranking wird dies trotzdem wie ein gespieltes Turnier gewertet.
- die acht Punktresultate aus den Masters-1000-Turnieren (B-Turniere). Eigentlich gibt es neun B-Turniere, aber das Turnier von Monte Carlo wird in diesem Zusammenhang wie ein C-Turnier behandelt. Auch hier gilt: Tritt ein Spieler, egal aus welchem Grund, zu einem B-Turnier nicht an, werden ihm hierfür 0 Punkte notiert. Er kann also ein versäumtes B-Turnier nicht durch ein C-, D- oder E-Turnier ersetzen.
- die sechs besten Punktresultate aus C- (500er-Serie, Masters 1000 Monte Carlo), D- (250er-Serie), E- (Challenger-Serie) und F-Turnieren (Future-Serie). Für die Spieler, die zum Ende der Vorsaison zu den Besten 30 der Weltrangliste gehörten, gibt es dabei eine Sonderregel: vier C-Turniere müssen in der folgenden Saison absolviert werden (aber nicht unbedingt in die Wertung eingehen), von denen mindestens eines nach den US Open gespielt sein muss. Nimmt ein Top-30-Spieler an keinem C-Turnier nach den US Open teil, werden ihm einmal 0 Punkte angerechnet. Hat er innerhalb der letzten 52 Wochen insgesamt weniger als vier C-Turniere gespielt, so werden ihm ebenfalls für jedes fehlende Turnier 0 Punkte notiert.
- als mögliches zusätzliches 19. Ergebnis werden die erreichten Punkte bei den saisonabschließenden ATP Finals angerechnet.
Als Maximalpunktzahl kann ein Spieler somit 21.000 Punkte (Grand Slams: 4x2000, ATP Finals: 1500, Masters: 9x1000, C-Turniere 5x500) erreichen. Die höchste Punktzahl, die ein Spieler in der ATP-Weltrangliste erreichte, waren 16.950 Punkte; Novak Đoković erreichte diese Bestmarke am 6. Juni 2016.
Sollte allerdings ein Spieler aufgrund seiner zu niedrigen Weltranglistenposition an einem der zwölf Pflichtturniere (vier Grand-Slam- (A) und acht Masters-Turniere (B)) nicht teilnehmen, kann ein anderes Turnier in die Wertung eingebracht werden. Wenn er aber bei einem dieser Pflichtturniere im Hauptfeld (Main Draw) steht – ob durch direkte Qualifikation über die Weltranglistenposition, als Qualifikant, als Lucky Loser oder über eine Wildcard – fließt das Ergebnis bei diesem Turnier automatisch in die Wertung ein, auch wenn eine Verletzung die Teilnahme verhindert.
Eine weitere Ausnahme betrifft Spieler, die zu Beginn einer neuen Saison
a) mehr als 600 Spiele in ihrer Karriere bestritten haben,
b) mindestens 12 Saisons absolviert haben,
c) mindestens 31 Jahre alt sind.
Für jedes der drei erfüllten Kriterien darf der Spieler auf die Teilnahme bei einem (also max. drei) B-Turnier verzichten, ohne dafür 0 Punkte zu erhalten. Das fehlende Ergebnis darf er durch ein anderes Turnierergebnis (C- bis F-Turniere) ersetzen.
Hat ein gesetzter Spieler in der ersten Runde ein Freilos und verliert dann in der zweiten Runde, werden ihm für dieses Turnier keine Punkte gutgeschrieben. Ebenso verhält es sich bei Wildcard-Spielern bei Grand-Slam- bzw. Masters-Series-Turnieren (dort gibt es schon für ein Erstrunden-Aus Weltranglistenpunkte): sie erhalten nur Weltranglistenpunkte, wenn sie die zweite Runde erreichen.

##### Weltranglistenpunkte für Mannschafts-Turniere
In den Jahren 2009 bis 2015 wurden auch Weltranglistenpunkte für Siege in Davis-Cup-Partien (C-) vergeben. Insgesamt konnte ein Spieler dadurch im Saisonverlauf bis zu 625 Punkte gewinnen. So wurden für jeden Matcherfolg in der ersten Runde 40 Punkte, im Viertelfinale 65 Punkte, im Halbfinale 70 und im Finale 75 Punkte gutgeschrieben. Diese Punkte wurden aber nur für Matches gutgeschrieben, die noch für die Gesamtentscheidung der Davis-Cup-Partie relevant waren. Für so genannte dead rubber, also Spiele, die noch ausgetragen werden, obwohl die Davis-Cup-Partie insgesamt bereits entschieden ist, gab es keine Punkte. Gewann ein Spieler alle möglichen acht Partien im Saisonverlauf, erhielt er (neben den regulären 500 Punkten für die Matcherfolge) auch noch einen zusätzlichen Bonus in Höhe von 125 Punkten. Für Spieler, die nur sieben Matches für sich entschieden, aber mit ihrem Team den Davis Cup gewannen, gab es einen geringeren Bonus von 75 Punkten.
Einen Teilnahmebonus in Höhe von zehn Punkten gab es für Spieler, die in der ersten Turnierrunde kein live match (also Spiele mit Relevanz für das Gesamtergebnis) für sich entscheiden konnten. Auch in der Playoff-Runde wurden Weltranglistenpunkte vergeben. Für den ersten Sieg gab es fünf Punkte, für den zweiten Sieg zusätzliche zehn Punkte.
Ließ ein Spieler eine Runde aus, so erhielt er in der nächsten Runde die Punktezahl, die in der vorherigen vergeben worden wäre. So erhielt bspw. ein Spieler, der nur das Viertelfinale für seine Nation bestritt, für einen Sieg dort 40 statt 65 Punkte. Bei einer Teilnahme am Halbfinale würde er dort dann 65 statt 70 Punkte pro Sieg erhalten. Als Sonderfall wurde gewertet, wenn ein Spieler entweder die erste Runde oder das Viertelfinale ausließ und anschließend Halbfinale und Finale bestreitet; dann erhielt er für das Halbfinale nur die Punkte, die er für einen Viertelfinalsieg bekommen hätte, im Finale dann aber die volle Punktzahl.
2009 bis 2012 wurden außerdem auch für den World Team Cup in Düsseldorf Weltranglistenpunkte vergeben, um die direkt vor den French Open stattfindende Veranstaltung für die Top-Spieler attraktiver zu gestalten. Dabei erhielt die Nr. 1 der Mannschaft max. 250 Punkte (je 35 für einen Sieg in den drei Gruppenspielen sowie 95 Punkte für einen Sieg im Finale und zusätzlich 50 Bonuspunkte, wenn er alle vier Matches und die Mannschaft auch den WTC gewann) und die Nr. 2 der Mannschaft max. 175 Punkte (25 Punkte für Gruppenspiele, 50 Punkte fürs Finale, 50 Bonuspunkte). Im Doppel wurde bei der Punktevergabe dabei unterschieden, ob das Match noch Einfluss auf den Ausgang des „Länderkampfs“ hatte (max. 250 Punkte: 35/95/50) oder nicht (max. 50 Punkte: 10/20/-).

#### Punkte-Aufschlüsselung ab 2024
| Turnierkategorie          | Gesamtsumme Preisgeld | S         | F                                                                                                | HF                                                                                               | VF                                                                                               | AF                                                                                               | R3                                                                                               | R2                                                                                               | R1                                                                                               | Zusätzliche Qualifikationspunkte                                                                 | Zusätzliche Qualifikationspunkte                                                                 | Zusätzliche Qualifikationspunkte                                                                 |  |
| Turnierkategorie          | Gesamtsumme Preisgeld | S         | F                                                                                                | HF                                                                                               | VF                                                                                               | AF                                                                                               | R3                                                                                               | R2                                                                                               | R1                                                                                               | Q                                                                                                | q2                                                                                               | q1                                                                                               |  |
| ------------------------- | --------------------- | --------- | ------------------------------------------------------------------------------------------------ | ------------------------------------------------------------------------------------------------ | ------------------------------------------------------------------------------------------------ | ------------------------------------------------------------------------------------------------ | ------------------------------------------------------------------------------------------------ | ------------------------------------------------------------------------------------------------ | ------------------------------------------------------------------------------------------------ | ------------------------------------------------------------------------------------------------ | ------------------------------------------------------------------------------------------------ | ------------------------------------------------------------------------------------------------ |  |
| Grand Slam (A)            |                       | 2000      | 1300                                                                                             | 800                                                                                              | 400                                                                                              | 200                                                                                              | 100                                                                                              | 50                                                                                               | 10                                                                                               | 30                                                                                               | 16                                                                                               | 8                                                                                                |  |
| ATP Finals (B+)           |                       | max. 1500 | 200 für jeden Gruppenspielsieg (drei Matches) +400 für den Halbfinalsieg, +500 für den Finalsieg | 200 für jeden Gruppenspielsieg (drei Matches) +400 für den Halbfinalsieg, +500 für den Finalsieg | 200 für jeden Gruppenspielsieg (drei Matches) +400 für den Halbfinalsieg, +500 für den Finalsieg | 200 für jeden Gruppenspielsieg (drei Matches) +400 für den Halbfinalsieg, +500 für den Finalsieg | 200 für jeden Gruppenspielsieg (drei Matches) +400 für den Halbfinalsieg, +500 für den Finalsieg | 200 für jeden Gruppenspielsieg (drei Matches) +400 für den Halbfinalsieg, +500 für den Finalsieg | 200 für jeden Gruppenspielsieg (drei Matches) +400 für den Halbfinalsieg, +500 für den Finalsieg | 200 für jeden Gruppenspielsieg (drei Matches) +400 für den Halbfinalsieg, +500 für den Finalsieg | 200 für jeden Gruppenspielsieg (drei Matches) +400 für den Halbfinalsieg, +500 für den Finalsieg | 200 für jeden Gruppenspielsieg (drei Matches) +400 für den Halbfinalsieg, +500 für den Finalsieg |  |
| ATP Tour Masters 1000 (B) |                       | 1000      | 650                                                                                              | 400                                                                                              | 200                                                                                              | 100                                                                                              | 50                                                                                               | 10 (30)                                                                                          | (10)                                                                                             | 30 (20)*                                                                                         | 16 (10)*                                                                                         |                                                                                                  |  |
| Olympische Spiele (B-)    |                       | 750       | 450                                                                                              | 340 (3.) 270 (4.)                                                                                | 135                                                                                              | 70                                                                                               | 35                                                                                               | 5                                                                                                |                                                                                                  |                                                                                                  |                                                                                                  |                                                                                                  |  |
| ATP Tour 500 (C)          |                       | 500       | 330                                                                                              | 200                                                                                              | 100                                                                                              | 50                                                                                               | (25)                                                                                             |                                                                                                  |                                                                                                  | 25 (16)*                                                                                         | 13 (8)*                                                                                          |                                                                                                  |  |
| ATP Tour 250 (D)          |                       | 250       | 165                                                                                              | 100                                                                                              | 50                                                                                               | 25                                                                                               | (13)                                                                                             |                                                                                                  |                                                                                                  | 13 (8)*                                                                                          | 7 (4)*                                                                                           | 7 (4)*                                                                                           |  |
| ATP Challenger Tour 175   | 175.000 $ +H          | 175       | 90                                                                                               | 50                                                                                               | 25                                                                                               | 13                                                                                               |                                                                                                  |                                                                                                  |                                                                                                  | 6                                                                                                | 3                                                                                                | 3                                                                                                |  |
| ATP Challenger Tour 125   | 150.000 $ +H          | 125       | 64                                                                                               | 35                                                                                               | 16                                                                                               | 8                                                                                                |                                                                                                  |                                                                                                  |                                                                                                  | 5                                                                                                | 3                                                                                                | 3                                                                                                |  |
| ATP Challenger Tour 100   | 105.000 $             | 100       | 50                                                                                               | 25                                                                                               | 14                                                                                               | 7                                                                                                |                                                                                                  |                                                                                                  |                                                                                                  | 4                                                                                                | 2                                                                                                | 2                                                                                                |  |
| ATP Challenger Tour 75    | 75.000 $              | 75        | 44                                                                                               | 22                                                                                               | 12                                                                                               | 6                                                                                                |                                                                                                  |                                                                                                  |                                                                                                  | 4                                                                                                | 2                                                                                                | 2                                                                                                |  |
| ATP Challenger Tour 50    | 50.000 $              | 50        | 25                                                                                               | 14                                                                                               | 8                                                                                                | 4                                                                                                |                                                                                                  |                                                                                                  |                                                                                                  | 3                                                                                                | 1                                                                                                | 1                                                                                                |  |
| ITF World Tennis Tour     | 25.000 $ +H           | 25        | 16                                                                                               | 8                                                                                                | 3                                                                                                | 1                                                                                                |                                                                                                  |                                                                                                  |                                                                                                  |                                                                                                  |                                                                                                  |                                                                                                  |  |
| ITF World Tennis Tour     | 25.000 $              | 25        | 16                                                                                               | 8                                                                                                | 3                                                                                                | 1                                                                                                |                                                                                                  |                                                                                                  |                                                                                                  |                                                                                                  |                                                                                                  |                                                                                                  |  |
| ITF World Tennis Tour     | 15.000 $ +H           | 15        | 8                                                                                                | 4                                                                                                | 2                                                                                                | 1                                                                                                |                                                                                                  |                                                                                                  |                                                                                                  |                                                                                                  |                                                                                                  |                                                                                                  |  |
| ITF World Tennis Tour     | 15.000 $              | 15        | 8                                                                                                | 4                                                                                                | 2                                                                                                | 1                                                                                                |                                                                                                  |                                                                                                  |                                                                                                  |                                                                                                  |                                                                                                  |                                                                                                  |  |

- Erklärung Kopfzeile: S = Sieger; F = Finalist; HF = Halbfinale erreicht; VF = Viertelfinale; AF = Achtelfinale; R3 = Runde 3 usw.; Q = Sieger der letzten Qualifikationsrunde; q2 = Verlierer der letzten Qualifikationsrunde; q1 = Verlierer der vorletzten Qualifikationsrunde
- +H = Turniere, die zusätzlich zum Preisgeld die Unterkunft für die Spieler tragen, werden in die jeweils nächsthöhere Preisgeldkategorie gestuft
- (*): Qualifikationsboni werden auf den Wert in Klammern reduziert, wenn die Teilnehmerzahl im Hauptfeld der Turniere mehr als 56 (Masters 1000) oder 32 (World Tour 500 & 250) beträgt
- (**): Im Doppel werden Ranglistenpunkte bei Future-Turnieren erst ab dem Halbfinale vergeben
- (#): Punkte fürs Achtelfinale 2016 um 1 erhöht und Punkte für die Qualifikation um 2 gesenkt
- (##): Hospitality 2016 ergänzt und Punkte von der höheren Kategorie übernommen

#### Punkte-Aufschlüsselung von 2009 bis 2023
| Turnierkategorie          | Gesamtsumme Preisgeld | S                               | F                                                                                                | HF                                                                                               | VF                                                                                               | AF                                                                                               | R3                                                                                               | R2                                                                                               | R1                                                                                               | Zusätzliche Qualifikationspunkte                                                                 | Zusätzliche Qualifikationspunkte                                                                 | Zusätzliche Qualifikationspunkte                                                                 |  |
| Turnierkategorie          | Gesamtsumme Preisgeld | S                               | F                                                                                                | HF                                                                                               | VF                                                                                               | AF                                                                                               | R3                                                                                               | R2                                                                                               | R1                                                                                               | Q                                                                                                | q2                                                                                               | q1                                                                                               |  |
| ------------------------- | --------------------- | ------------------------------- | ------------------------------------------------------------------------------------------------ | ------------------------------------------------------------------------------------------------ | ------------------------------------------------------------------------------------------------ | ------------------------------------------------------------------------------------------------ | ------------------------------------------------------------------------------------------------ | ------------------------------------------------------------------------------------------------ | ------------------------------------------------------------------------------------------------ | ------------------------------------------------------------------------------------------------ | ------------------------------------------------------------------------------------------------ | ------------------------------------------------------------------------------------------------ |  |
| Grand Slam (A)            |                       | 2000                            | 1200                                                                                             | 720                                                                                              | 360                                                                                              | 180                                                                                              | 90                                                                                               | 45                                                                                               | 10                                                                                               | 25                                                                                               | 16                                                                                               | 8                                                                                                |  |
| ATP Finals (B+)           |                       | max. 1500                       | 200 für jeden Gruppenspielsieg (drei Matches) +400 für den Halbfinalsieg, +500 für den Finalsieg | 200 für jeden Gruppenspielsieg (drei Matches) +400 für den Halbfinalsieg, +500 für den Finalsieg | 200 für jeden Gruppenspielsieg (drei Matches) +400 für den Halbfinalsieg, +500 für den Finalsieg | 200 für jeden Gruppenspielsieg (drei Matches) +400 für den Halbfinalsieg, +500 für den Finalsieg | 200 für jeden Gruppenspielsieg (drei Matches) +400 für den Halbfinalsieg, +500 für den Finalsieg | 200 für jeden Gruppenspielsieg (drei Matches) +400 für den Halbfinalsieg, +500 für den Finalsieg | 200 für jeden Gruppenspielsieg (drei Matches) +400 für den Halbfinalsieg, +500 für den Finalsieg | 200 für jeden Gruppenspielsieg (drei Matches) +400 für den Halbfinalsieg, +500 für den Finalsieg | 200 für jeden Gruppenspielsieg (drei Matches) +400 für den Halbfinalsieg, +500 für den Finalsieg | 200 für jeden Gruppenspielsieg (drei Matches) +400 für den Halbfinalsieg, +500 für den Finalsieg |  |
| ATP Tour Masters 1000 (B) |                       | 1000                            | 600                                                                                              | 360                                                                                              | 180                                                                                              | 90                                                                                               | 45                                                                                               | 10 (25)                                                                                          | (10)                                                                                             | 25 (16)*                                                                                         | 16 (8)*                                                                                          |                                                                                                  |  |
| Olympische Spiele (B-)    |                       | 750                             | 450                                                                                              | 340 (3.) 270 (4.)                                                                                | 135                                                                                              | 70                                                                                               | 35                                                                                               | 5                                                                                                |                                                                                                  |                                                                                                  |                                                                                                  |                                                                                                  |  |
| ATP Tour 500 (C)          |                       | 500                             | 300                                                                                              | 180                                                                                              | 90                                                                                               | 45                                                                                               | (20)                                                                                             |                                                                                                  |                                                                                                  | 20 (10)*                                                                                         | 10 (4)*                                                                                          |                                                                                                  |  |
| ATP Tour 250 (D)          |                       | 250                             | 150                                                                                              | 90                                                                                               | 45                                                                                               | 20                                                                                               | (10)                                                                                             |                                                                                                  |                                                                                                  | 12 (5)*                                                                                          | 6 (3)*                                                                                           | 6 (3)*                                                                                           |  |
| Davis Cup (C-)            |                       | +75 für 7 Siege +50 für 8. Sieg | 75/Sieg                                                                                          | 70/Sieg                                                                                          | 65/Sieg                                                                                          | 40/Sieg 10/Niederl.                                                                              | Relegation: 5 für einen Sieg, 15 für zwei Siege                                                  | Relegation: 5 für einen Sieg, 15 für zwei Siege                                                  | Relegation: 5 für einen Sieg, 15 für zwei Siege                                                  | Relegation: 5 für einen Sieg, 15 für zwei Siege                                                  | Relegation: 5 für einen Sieg, 15 für zwei Siege                                                  | Relegation: 5 für einen Sieg, 15 für zwei Siege                                                  |  |
| ATP Challenger Tour 125   | 150.000 $ +H          | 125                             | 75                                                                                               | 45                                                                                               | 25                                                                                               | 10                                                                                               |                                                                                                  |                                                                                                  |                                                                                                  | 5                                                                                                |                                                                                                  |                                                                                                  |  |
| ATP Challenger Tour 110   | 150.000 $             | 110                             | 65                                                                                               | 40                                                                                               | 20                                                                                               | 9                                                                                                |                                                                                                  |                                                                                                  |                                                                                                  | 5                                                                                                |                                                                                                  |                                                                                                  |  |
| ATP Challenger Tour 100   | 125.000 $             | 100                             | 60                                                                                               | 35                                                                                               | 18                                                                                               | 8                                                                                                |                                                                                                  |                                                                                                  |                                                                                                  | 5                                                                                                |                                                                                                  |                                                                                                  |  |
| ATP Challenger Tour 90    | 100.000 $             | 90                              | 55                                                                                               | 33                                                                                               | 17                                                                                               | 8                                                                                                |                                                                                                  |                                                                                                  |                                                                                                  | 5                                                                                                |                                                                                                  |                                                                                                  |  |
| ATP Challenger Tour 80    | 75.000 $              | 80                              | 48                                                                                               | 29                                                                                               | 15                                                                                               | 7                                                                                                |                                                                                                  |                                                                                                  |                                                                                                  | 3                                                                                                |                                                                                                  |                                                                                                  |  |
| ATP Challenger Tour 50    | 50.000 $              | 50                              | 30                                                                                               | 15                                                                                               | 7                                                                                                | 4                                                                                                |                                                                                                  |                                                                                                  |                                                                                                  | 1                                                                                                |                                                                                                  |                                                                                                  |  |
| ITF World Tennis Tour     | 25.000 $ +H           | 20                              | 12                                                                                               | 6                                                                                                | 3                                                                                                | 1                                                                                                |                                                                                                  |                                                                                                  |                                                                                                  |                                                                                                  |                                                                                                  |                                                                                                  |  |
| ITF World Tennis Tour     | 25.000 $              | 20                              | 12                                                                                               | 6                                                                                                | 3                                                                                                | 1                                                                                                |                                                                                                  |                                                                                                  |                                                                                                  |                                                                                                  |                                                                                                  |                                                                                                  |  |
| ITF World Tennis Tour     | 15.000 $ +H           | 10                              | 6                                                                                                | 4                                                                                                | 2                                                                                                | 1                                                                                                |                                                                                                  |                                                                                                  |                                                                                                  |                                                                                                  |                                                                                                  |                                                                                                  |  |
| ITF World Tennis Tour     | 15.000 $              | 10                              | 6                                                                                                | 4                                                                                                | 2                                                                                                | 1                                                                                                |                                                                                                  |                                                                                                  |                                                                                                  |                                                                                                  |                                                                                                  |                                                                                                  |  |

- Erklärung Kopfzeile: S = Sieger; F = Finalist; HF = Halbfinale erreicht; VF = Viertelfinale; AF = Achtelfinale; R3 = Runde 3 usw.; Q = Sieger der letzten Qualifikationsrunde; q2 = Verlierer der letzten Qualifikationsrunde; q1 = Verlierer der vorletzten Qualifikationsrunde
- +H = Turniere, die zusätzlich zum Preisgeld die Unterkunft für die Spieler tragen, werden in die jeweils nächsthöhere Preisgeldkategorie gestuft
- (*): Qualifikationsboni werden auf den Wert in Klammern reduziert, wenn die Teilnehmerzahl im Hauptfeld der Turniere mehr als 56 (Masters 1000) oder 32 (World Tour 500 & 250) beträgt
- (**): Im Doppel werden Ranglistenpunkte bei Future-Turnieren erst ab dem Halbfinale vergeben
- (#): Punkte fürs Achtelfinale 2016 um 1 erhöht und Punkte für die Qualifikation um 2 gesenkt
- (##): Hospitality 2016 ergänzt und Punkte von der höheren Kategorie übernommen

#### Punkte-Aufschlüsselung vor 2009
| Turnierkategorie              | Gesamtsumme Preisgeld | S        | F                                                                                                | HF                                                                                               | VF                                                                                               | AF                                                                                               | R3                                                                                               | R2                                                                                               | R1                                                                                               | Zusätzliche Qualifikationspunkte                                                                 |  |
| ----------------------------- | --------------------- | -------- | ------------------------------------------------------------------------------------------------ | ------------------------------------------------------------------------------------------------ | ------------------------------------------------------------------------------------------------ | ------------------------------------------------------------------------------------------------ | ------------------------------------------------------------------------------------------------ | ------------------------------------------------------------------------------------------------ | ------------------------------------------------------------------------------------------------ | ------------------------------------------------------------------------------------------------ |  |
| Grand Slam (A)                |                       | 1000     | 700                                                                                              | 450                                                                                              | 250                                                                                              | 150                                                                                              | 75                                                                                               | 35                                                                                               | 5                                                                                                | 15                                                                                               |  |
| Tennis Masters Cup (B+)       |                       | max. 750 | 100 für jeden Gruppenspielsieg (drei Matches) +200 für den Halbfinalsieg, +250 für den Finalsieg | 100 für jeden Gruppenspielsieg (drei Matches) +200 für den Halbfinalsieg, +250 für den Finalsieg | 100 für jeden Gruppenspielsieg (drei Matches) +200 für den Halbfinalsieg, +250 für den Finalsieg | 100 für jeden Gruppenspielsieg (drei Matches) +200 für den Halbfinalsieg, +250 für den Finalsieg | 100 für jeden Gruppenspielsieg (drei Matches) +200 für den Halbfinalsieg, +250 für den Finalsieg | 100 für jeden Gruppenspielsieg (drei Matches) +200 für den Halbfinalsieg, +250 für den Finalsieg | 100 für jeden Gruppenspielsieg (drei Matches) +200 für den Halbfinalsieg, +250 für den Finalsieg | 100 für jeden Gruppenspielsieg (drei Matches) +200 für den Halbfinalsieg, +250 für den Finalsieg |  |
| Tennis Masters Series (B)     |                       | 500      | 350                                                                                              | 225                                                                                              | 125                                                                                              | 75                                                                                               | 35                                                                                               | 5 (15)                                                                                           | (5)                                                                                              | 15*                                                                                              |  |
| Olympische Spiele (B-)        |                       | 400      | 280                                                                                              | 205 (3.) 155 (4.)                                                                                | 100                                                                                              | 50                                                                                               | 25                                                                                               | 5                                                                                                |                                                                                                  |                                                                                                  |  |
| International Series Gold (C) | 1.000.000 $ +H        | 300      | 210                                                                                              | 135                                                                                              | 75                                                                                               | 25                                                                                               | 15                                                                                               | 5                                                                                                |                                                                                                  | 10*                                                                                              |  |
| International Series Gold (C) | 1.000.000 $           | 250      | 175                                                                                              | 110                                                                                              | 60                                                                                               | 25                                                                                               | 15                                                                                               | 5                                                                                                |                                                                                                  | 10*                                                                                              |  |
| International Series (C)      | 800.000 $ +H          | 250      | 175                                                                                              | 110                                                                                              | 60                                                                                               | 25                                                                                               | 15                                                                                               | 5                                                                                                |                                                                                                  | 10*                                                                                              |  |
| International Series (C)      | 800.000 $             | 225      | 155                                                                                              | 100                                                                                              | 55                                                                                               | 20                                                                                               | 10                                                                                               | 5                                                                                                |                                                                                                  | 10*                                                                                              |  |
| International Series (D)      | 600.000 $             | 200      | 140                                                                                              | 90                                                                                               | 50                                                                                               | 15                                                                                               | 5                                                                                                |                                                                                                  |                                                                                                  | 5                                                                                                |  |
| International Series (D)      | 400.000 $             | 175      | 120                                                                                              | 75                                                                                               | 40                                                                                               | 15                                                                                               | 5                                                                                                |                                                                                                  |                                                                                                  | 5                                                                                                |  |
| Challenger (E)                | 150.000 $ +H          | 100      | 70                                                                                               | 45                                                                                               | 23                                                                                               | 10                                                                                               | 2                                                                                                |                                                                                                  |                                                                                                  | 3                                                                                                |  |
| Challenger (E)                | 150.000 $             | 90       | 63                                                                                               | 40                                                                                               | 21                                                                                               | 9                                                                                                | 1                                                                                                |                                                                                                  |                                                                                                  | 3                                                                                                |  |
| Challenger (E)                | 125.000 $             | 80       | 56                                                                                               | 36                                                                                               | 19                                                                                               | 8                                                                                                | 1                                                                                                |                                                                                                  |                                                                                                  | 3                                                                                                |  |
| Challenger (E)                | 100.000 $             | 70       | 49                                                                                               | 31                                                                                               | 16                                                                                               | 7                                                                                                | 1                                                                                                |                                                                                                  |                                                                                                  | 3                                                                                                |  |
| Challenger (E)                | 75.000 $              | 60       | 42                                                                                               | 27                                                                                               | 14                                                                                               | 6                                                                                                | 1                                                                                                |                                                                                                  |                                                                                                  | 3                                                                                                |  |
| Challenger (E)                | 50.000 $              | 55       | 38                                                                                               | 24                                                                                               | 13                                                                                               | 5                                                                                                | 1                                                                                                |                                                                                                  |                                                                                                  | 2                                                                                                |  |
| Challenger (E)                | 37.500 $              | 50       | 35                                                                                               | 22                                                                                               | 12                                                                                               | 5                                                                                                | 1                                                                                                |                                                                                                  |                                                                                                  | 2                                                                                                |  |
| Futures (F)                   | 15.000 $ +H           | 24       | 16                                                                                               | 8                                                                                                | 4                                                                                                | 1                                                                                                |                                                                                                  |                                                                                                  |                                                                                                  |                                                                                                  |  |
| Futures (F)                   | 15.000 $              | 18       | 12                                                                                               | 6                                                                                                | 3                                                                                                | 1                                                                                                |                                                                                                  |                                                                                                  |                                                                                                  |                                                                                                  |  |
| Futures (F)                   | 10.000 $              | 12       | 8                                                                                                | 4                                                                                                | 2                                                                                                | 1                                                                                                |                                                                                                  |                                                                                                  |                                                                                                  |                                                                                                  |  |

- Erklärung Kopfzeile: S = Sieger; F = Finalist; HF = Halbfinalist; VF = Viertelfinale; AF = Achtelfinale; R3 = Runde 3 usw.
- +H = Turniere, die zusätzlich zum Preisgeld die Unterkunft für die Spieler tragen, werden in die jeweils nächsthöhere Preisgeldkategorie gestuft
- (*): Qualifikationsbonus wird auf fünf Punkte reduziert, wenn die Teilnehmerzahl im Hauptfeld der Turniere 32 (International Series) bzw. 64 (Masters Series) beträgt.

### ATP Race
Das Champions Race wurde von der ATP vor allem aus Marketinggründen eingeführt, um ein auch für Gelegenheitszuschauer leichter verständliches Weltranglistensystem zu haben. Es erinnerte bspw. an Wertungen wie in der Formel 1. Alle Spieler begannen jede Saison bei 0 Punkten und bekamen für ihre Ergebnisse eine bestimmte Punktezahl gutgeschrieben. Diese richtete sich nach der Kategorie und dem Preisgeld des Turniers. Am meisten Punkte erhielt der Sieger eines Grand-Slam-Turniers (200), danach folgte der Sieg bei einem Turnier der Masters Series (100) und dann die kleineren Turniere der International Series (35-60). Der unterlegene Finalist erhielt eine geringere Punktezahl (140/70/24-42) usw. Zusätzliche Bonuspunkte gab es für Spieler, die über die Qualifikation das Hauptfeld erreicht hatten. Insgesamt konnten nur 18 Turniere in diese Wertung einfließen (die vier Grand-Slam-Turniere, die neun Masters-Series-Turniere sowie die fünf besten Wertungen aus anderen Turnieren). Die ersten acht Plätze im Champions Race ermöglichten dann die Teilnahme am Tennis Masters Cup, der Tennisweltmeisterschaft am Ende jeder Saison. Befand sich einer der vier Grand-Slam-Sieger nicht unter den Top 8 (aber unter den 20 Besten) der Weltrangliste, konnte er dennoch an dem Turnier teilnehmen – außer ihm waren dann nur noch die sieben Besten der Rangliste qualifiziert. Auch für die Spiele beim Masters Cup gab es Race-Punkte, so dass für die acht qualifizierten Spieler der Cup ein zusätzliches 19. Turnier war.
Maximal (außer Qualifikationsbonus) konnte ein Spieler also 2.150 Punkte im Champions-Race erreichen (800 Punkte über Grand-Slam-Turniere, 900 Punkte über die Masters-Series, 300 Punkte über die zusätzlichen Turniere, sowie 150 Punkte für den Masters-Cup). Dieser Zahl am nächsten kam Roger Federer, als er in der Saison 2006 1.674 Punkte zu Buche stehen hatte.
Zur Saison 2006 reagierte die ATP auf die immer wieder neu formulierte Kritik am Champions Race und stellte dessen Stellenwert zurück. Das Klassement wurde zwar fortgeführt, aber erst mit den Turnieren ab den US Open als Qualifikationsrangliste für den Masters Cup in den Vordergrund gestellt.
Mit der Saison 2009 wurde das „Race“ im Rahmen der Einführung der ATP Tour und der Umstellung der Weltrangliste eingestellt. Dem (ursprünglichen) ATP Race ähnliche Wertungen, die zu Jahresbeginn mit Punktestand Null beginnen, werden im Einzel und für Doppelteams aber weiterhin parallel zur Weltrangliste geführt; nach diesen Wertungen bestimmt sich die Qualifikation für die ATP Finals. Die Wertigkeit der einzelnen Turniere bei der Punktevergabe ist dort mit der des ATP Ranking identisch.
Punktevergabe – Aufschlüsselung
| Turnierkategorie              | Gesamtsumme Preisgeld | S        | F                                                                                             | HF                                                                                            | VF                                                                                            | AF                                                                                            | R3                                                                                            | R2                                                                                            | R1                                                                                            | Zusätzliche Qualifikationspunkte                                                              |
| ----------------------------- | --------------------- | -------- | --------------------------------------------------------------------------------------------- | --------------------------------------------------------------------------------------------- | --------------------------------------------------------------------------------------------- | --------------------------------------------------------------------------------------------- | --------------------------------------------------------------------------------------------- | --------------------------------------------------------------------------------------------- | --------------------------------------------------------------------------------------------- | --------------------------------------------------------------------------------------------- |
| Grand Slam (A)                |                       | 200      | 140                                                                                           | 90                                                                                            | 50                                                                                            | 30                                                                                            | 15                                                                                            | 7                                                                                             | 1                                                                                             | 3                                                                                             |
| Tennis Masters Cup (B+)       |                       | max. 150 | 20 für jeden Gruppenspielsieg (drei Matches) +40 für den Halbfinalsieg, +50 für den Finalsieg | 20 für jeden Gruppenspielsieg (drei Matches) +40 für den Halbfinalsieg, +50 für den Finalsieg | 20 für jeden Gruppenspielsieg (drei Matches) +40 für den Halbfinalsieg, +50 für den Finalsieg | 20 für jeden Gruppenspielsieg (drei Matches) +40 für den Halbfinalsieg, +50 für den Finalsieg | 20 für jeden Gruppenspielsieg (drei Matches) +40 für den Halbfinalsieg, +50 für den Finalsieg | 20 für jeden Gruppenspielsieg (drei Matches) +40 für den Halbfinalsieg, +50 für den Finalsieg | 20 für jeden Gruppenspielsieg (drei Matches) +40 für den Halbfinalsieg, +50 für den Finalsieg | 20 für jeden Gruppenspielsieg (drei Matches) +40 für den Halbfinalsieg, +50 für den Finalsieg |
| Tennis Masters Series (B)     |                       | 100      | 70                                                                                            | 45                                                                                            | 25                                                                                            | 15                                                                                            | 7                                                                                             | 1 (4)                                                                                         | (1)                                                                                           | 3*                                                                                            |
| International Series Gold (C) | 1.000.000 $           | 60       | 42                                                                                            | 27                                                                                            | 15                                                                                            | 5                                                                                             | 3                                                                                             |                                                                                               |                                                                                               | 2*                                                                                            |
| International Series Gold (C) | 800.000 $             | 50       | 35                                                                                            | 22                                                                                            | 12                                                                                            | 5                                                                                             | 3                                                                                             |                                                                                               |                                                                                               | 2*                                                                                            |
| International Series (C)      | 1.000.000 $           | 50       | 35                                                                                            | 22                                                                                            | 12                                                                                            | 5                                                                                             | 3                                                                                             |                                                                                               |                                                                                               | 2*                                                                                            |
| International Series (C)      | 800.000 $             | 45       | 31                                                                                            | 20                                                                                            | 11                                                                                            | 4                                                                                             | 2                                                                                             |                                                                                               |                                                                                               | 2*                                                                                            |
| International Series (D)      | 600.000 $             | 40       | 28                                                                                            | 18                                                                                            | 10                                                                                            | 3 (4)                                                                                         | (2)                                                                                           |                                                                                               |                                                                                               | 1                                                                                             |
| International Series (D)      | 400.000 $             | 35       | 24                                                                                            | 15                                                                                            | 8                                                                                             | 3                                                                                             |                                                                                               |                                                                                               |                                                                                               | 1                                                                                             |

(*) Die Qualifikationsboni werden auf einen Punkt reduziert, wenn sich die Teilnehmerzahl im Hauptfeld der Turniere über 32 (International Series) bzw. 64 (Masters Series) beläuft.

## Damen-Weltrangliste

### WTA Tour Ranking
Die WTA erstellt seit Ende 1975 wöchentlich eine Weltrangliste. Diese erscheint während der Saison immer zu Wochenbeginn, die Montage während der großen zweiwöchigen Veranstaltungen (Grand-Slam-Turniere, Indian Wells und Miami) ausgenommen. Sie umfasst jeweils die Turniere der vergangenen 52 Wochen, wobei für jede Spielerin maximal die 16 punktbesten Ergebnisse (Doppel: 11) unter Berücksichtigung folgender Kriterien gewertet werden:
- Für jede Spielerin, die sich für das Hauptfeld der verpflichtenden Turniere (Kategorie: Premier Mandatory), der Grand-Slam-Turniere und der WTA-Meisterschaften qualifiziert, zählen diese Veranstaltungen zu den besten 16 (11) Ergebnissen.
- Für jede Top-20-Spielerin zählen zwei Turniere der Kategorie Premier 5 zu den besten 16 (11) Ergebnissen.

Voraussetzung, um in der Weltrangliste geführt zu werden, ist ein Mindestalter von 14 Jahren sowie die Teilnahme an mindestens drei Turnieren. 2006 veränderte die WTA ihr Ranking-System: seither werden bei Turnieren nur noch Punkte für die jeweils erreichte Runde vergeben (siehe untenstehende Tabelle). Zuvor erhielt eine Spielerin für jeden Sieg zusätzliche Bonuspunkte („quality points“), abhängig von der Weltranglistenposition der Gegnerin. Der von Justine Henin gehaltene Rekord von 7.626 Punkten war noch nach dem alten System zustande gekommen.

### Race to the Championships
Das Race to the Championships bei den Damen ist das Pendant zum Champions Race der Herren. Auch diese Rangliste beginnt jede Saison wieder bei Null und erfasst die Ergebnisse der Spielerinnen im Kalenderjahr. Die bei den Turnieren erzielten Punkte werden addiert – im Gegensatz zum normalen WTA-Ranking gibt es allerdings keine Beschränkung hinsichtlich der Anzahl Turniere, die in die Wertung eingehen. Zum Ende der Saison haben sich die acht besten Spielerinnen dieser Wertung für die WTA Championships Anfang November qualifiziert. Anders als die ATP verwendet die WTA je Turnier für beide Ranglisten dieselbe Punkte-Bewertung.

### Turnierkategorien
- Grand-Slam-Turniere (Australian Open, French Open, Wimbledon, US Open)
- WTA Tour Championships: 6.500.000 $ Preisgeld.
- WTA Tournament of Champions: 750.000 $ Preisgeld, Jahresabschluss-Event für die besten der nicht für die Championships qualifizierten Spielerinnen
- WTA-Turniere verschiedener Klassen:

Premier Events (entsprechen den alten Tier-1- und -2-Events, unterteilt in 3 Unterklassen: Premier Mandatory, Premier 5 und Premier)
International Events (30 Turniere, entsprechen den alten Tier-3- und -4-Events)
- ITF-Turniere verschiedener Kategorien

### Liste der Punkte für WTA- und ITF-Turniere (seit 2014)
Die erste Tabelle zeigt einen Überblick über die Punkteverteilung für das Erreichen der jeweiligen Turnierrunde in den Einzelkonkurrenzen. Die Spalte „Gesamtes Preisgeld“ nennt das bei einer Veranstaltung dieser Kategorie ausgeschüttete Mindest-Gesamtpreisgeld. Die zweite Tabelle gilt für Doppelkonkurrenzen.

#### Einzel
| Turnierkategorie                 | Spielerinnen im Hauptfeld | Gesamtes Preisgeld | S         | F         | HF | VF | AF | R32 | R64 | R128 | QLFR | Q3 | Q2 | Q1 |
| -------------------------------- | ------------------------- | ------------------ | --------- | --------- | --- | --- | --- | --- | --- | --- | --- | --- | --- | --- |
| Grand Slam (A)                   | 128                       | uneinheitlich      | 2000      | 1300      | 780 | 430 | 240 | 130 | 70 | 10 | 40 | 30 | 20 | 2 |
| WTA Championships (B+)           | 8                         | 6.500.000 $        | max. 1500 | max. 1080 | (250 für jedes gewonnene und 125 für jedes verlorene Round-Robin-Spiel, 330 fürs gewonnene Halbfinale, 420 fürs gewonnene Endspiel) | (250 für jedes gewonnene und 125 für jedes verlorene Round-Robin-Spiel, 330 fürs gewonnene Halbfinale, 420 fürs gewonnene Endspiel) | (250 für jedes gewonnene und 125 für jedes verlorene Round-Robin-Spiel, 330 fürs gewonnene Halbfinale, 420 fürs gewonnene Endspiel) | (250 für jedes gewonnene und 125 für jedes verlorene Round-Robin-Spiel, 330 fürs gewonnene Halbfinale, 420 fürs gewonnene Endspiel) | (250 für jedes gewonnene und 125 für jedes verlorene Round-Robin-Spiel, 330 fürs gewonnene Halbfinale, 420 fürs gewonnene Endspiel) | (250 für jedes gewonnene und 125 für jedes verlorene Round-Robin-Spiel, 330 fürs gewonnene Halbfinale, 420 fürs gewonnene Endspiel) | (250 für jedes gewonnene und 125 für jedes verlorene Round-Robin-Spiel, 330 fürs gewonnene Halbfinale, 420 fürs gewonnene Endspiel) | (250 für jedes gewonnene und 125 für jedes verlorene Round-Robin-Spiel, 330 fürs gewonnene Halbfinale, 420 fürs gewonnene Endspiel) | (250 für jedes gewonnene und 125 für jedes verlorene Round-Robin-Spiel, 330 fürs gewonnene Halbfinale, 420 fürs gewonnene Endspiel) | (250 für jedes gewonnene und 125 für jedes verlorene Round-Robin-Spiel, 330 fürs gewonnene Halbfinale, 420 fürs gewonnene Endspiel) |
| Premier Mandatory (B)            | 96 bzw. 64                | 1                  | 1000      | 650       | 390 | 215 | 120 | 65 | 35 5 | 10 | 30 | – | 20 | 2 |
| Premier 5 (B)                    | 56                        | 2                  | 900       | 585       | 350 | 190 | 105 | 60 | 1 | – | 30 | 22 6 | 15 | 1 |
| Olympische Spiele (B-)           | 64                        | 0 $                | 685       | 470       | 340/260 | 175 | 95 | 55 | 1 | – | – | – | – | – |
| Premier (C)                      | 56 bzw. 32                | 3                  | 470       | 305       | 185 | 100 | 55 | 30 7 | 1 | – | 25 | 18 7 | 13 | 1 |
| WTA Tournament of Champions (D+) | 8                         | 750.000 $          | max. 375  | max. 255  | (60 für jedes gewonnene und 25 für jedes verlorene Round-Robin-Spiel, 75 für den Halbfinalsieg und 120 für den Sieg im Endspiel)    | (60 für jedes gewonnene und 25 für jedes verlorene Round-Robin-Spiel, 75 für den Halbfinalsieg und 120 für den Sieg im Endspiel)    | (60 für jedes gewonnene und 25 für jedes verlorene Round-Robin-Spiel, 75 für den Halbfinalsieg und 120 für den Sieg im Endspiel)    | (60 für jedes gewonnene und 25 für jedes verlorene Round-Robin-Spiel, 75 für den Halbfinalsieg und 120 für den Sieg im Endspiel)    | (60 für jedes gewonnene und 25 für jedes verlorene Round-Robin-Spiel, 75 für den Halbfinalsieg und 120 für den Sieg im Endspiel)    | (60 für jedes gewonnene und 25 für jedes verlorene Round-Robin-Spiel, 75 für den Halbfinalsieg und 120 für den Sieg im Endspiel)    | (60 für jedes gewonnene und 25 für jedes verlorene Round-Robin-Spiel, 75 für den Halbfinalsieg und 120 für den Sieg im Endspiel)    | (60 für jedes gewonnene und 25 für jedes verlorene Round-Robin-Spiel, 75 für den Halbfinalsieg und 120 für den Sieg im Endspiel)    | (60 für jedes gewonnene und 25 für jedes verlorene Round-Robin-Spiel, 75 für den Halbfinalsieg und 120 für den Sieg im Endspiel)    | (60 für jedes gewonnene und 25 für jedes verlorene Round-Robin-Spiel, 75 für den Halbfinalsieg und 120 für den Sieg im Endspiel)    |
| International (D)                | 56 bzw. 32                | 250.000 $          | 280       | 180       | 110 | 60 | 30 | 1 | - | – | 18 | 14 8 | 10 | 1 |
| 125.000 $ + H4 (E)               | 32                        | 125.000 $          | 160       | 95        | 57 | 29 | 15 | 1 | – | – | 6 | – | 4 | 1 |
| ITF 100.000 $ + H4 (E)           | 32                        | 100.000 $          | 150       | 90        | 55 | 28 | 14 | 1 | – | – | 6 | 4 | 1 | – |
| ITF 100.000 $ (E)                | 32                        | 100.000 $          | 140       | 85        | 50 | 25 | 13 | 1 | – | – | 6 | 4 | 1 | – |
| ITF 75.000 $ + H4 (E)            | 32                        | 75.000 $           | 130       | 80        | 48 | 24 | 12 | 1 | – | – | 5 | 3 | 1 | – |
| ITF 75.000 $ (E)                 | 32                        | 75.000 $           | 115       | 70        | 42 | 21 | 10 | 1 | – | – | 5 | 3 | 1 | – |
| ITF 50.000 $ + H4 (E)            | 32                        | 50.000 $           | 100       | 60        | 36 | 18 | 9 | 1 | – | – | 5 | 3 | 1 | – |
| ITF 50.000 $ (E)                 | 32                        | 50.000 $           | 80        | 48        | 29 | 15 | 8 | 1 | – | – | 5 | 3 | 1 | – |
| ITF 25.000 $ + H4 (E)            | 32                        | 25.000 $           | 60        | 36        | 22 | 11 | 6 | 1 | – | – | 2 | – | – | – |
| ITF 25.000 $ (E)                 | 32                        | 25.000 $           | 50        | 30        | 18 | 9 | 5 | 1 | – | – | 1 | – | – | – |
| ITF 15.000 $ (F)                 | 32                        | 15.000 $           | 25        | 15        | 9 | 5 | 1 | 0 | – | – | – | – | – | – |
| ITF 10.000 $ (F)                 | 32                        | 10.000 $           | 12        | 7         | 4 | 2 | 1 | 0 | – | – | – | – | – | – |

- 1 5.427.105 $: Indian Wells, Miami, Peking; 4.231.877 €: Madrid
- 2 2.440.070 $: Doha, Rom, Montreal/Toronto, Cincinnati, Wuhan
- 3 2 Mio. $: Dubai; 1 Mio. $: Brisbane; 710.000 $: Sydney, Paris, Charleston, Stuttgart, Birmingham, Eastbourne, Stanford, New Haven, Carlsbad, Tokio, Moskau
- 4 Hospitality
- 5 entfällt in Madrid und Peking wegen 64er-Hauptfeld
- 6 nur bei 64er-Qualifikationsfeldern, ansonsten 20 Punkte für Q2
- 7 nur bei 56er-Hauptfeldern
- 8 nur bei 32er-Qualifikationsfeldern, ansonsten 12 Punkte für Q2

#### Doppel
| Turnierkategorie       | Paare im Hauptfeld | S    | F    | HF      | VF  | AF    | R32 | R64 | QLFR |
| ---------------------- | ------------------ | ---- | ---- | ------- | --- | ----- | --- | --- | ---- |
| Grand Slam (A)         | 64                 | 2000 | 1300 | 780     | 430 | 240   | 130 | 10  | 40   |
| WTA Championships (B+) | 4                  | 1500 | 1050 | 690     | –   | –     | –   | –   | –    |
| Premier Mandatory (B)  | 32 bzw. 28         | 1000 | 650  | 390     | 215 | 120   | 10  | –   | –    |
| Premier 5 (B)          | 32 bzw. 28         | 900  | 585  | 350     | 190 | 105 1 | 1   | –   | –    |
| Olympische Spiele (B-) | 64                 | 685  | 470  | 340/260 | 175 | 95    | 55  | 1   | –    |
| Premier (C)            | 16                 | 470  | 305  | 185     | 100 | 1     | –   | –   | –    |
| International (D)      | 16                 | 280  | 180  | 110     | 60  | 1     | –   | –   | –    |
| 125.000 $ + H (E)      | 16                 | 160  | 95   | 57      | 29  | 1     | –   | –   | –    |
| ITF 100.000 $ + H (E)  | 16                 | 150  | 90   | 55      | 28  | 1     | –   | –   | –    |
| ITF 100.000 $ (E)      | 16                 | 140  | 85   | 50      | 25  | 1     | –   | –   | –    |
| ITF 75.000 $ + H (E)   | 16                 | 130  | 80   | 48      | 24  | 1     | –   | –   | –    |
| ITF 75.000 $ (E)       | 16                 | 115  | 70   | 42      | 21  | 1     | –   | –   | –    |
| ITF 50.000 $ + H (E)   | 16                 | 100  | 60   | 36      | 18  | 1     | –   | –   | –    |
| ITF 50.000 $ (E)       | 16                 | 80   | 48   | 29      | 15  | 1     | –   | –   | –    |
| ITF 25.000 $ + H (E)   | 16                 | 60   | 36   | 22      | 11  | 1     | –   | –   | –    |
| ITF 25.000 $ (E)       | 16                 | 50   | 30   | 18      | 9   | 1     | –   | –   | –    |
| ITF 15.000 $ (F)       | 16                 | 25   | 15   | 9       | 5   | 0     | –   | –   | –    |
| ITF 10.000 $ (F)       | 16                 | 12   | 7    | 4       | 2   | 0     | –   | –   | -    |

1 nur bei 28er-Hauptfeldern

## Aktuelle Weltranglisten
Die ITF, ATP, WTA, FIP, ICSD, IBTA und FIR führen folgende Weltranglisten (update meistens wöchentlich am Montag, außer während Grand-Slam-Turnieren und bei einigen 1000er-Turnieren die zwei Wochen dauern):

### Tennis
WTA
- WTA-Weltrangliste der Damen
- WTA-Weltrangliste der Damendoppel
- WTA-Race zu den WTA-Finals Dameneinzel
- WTA-Race zu den WTA-Finals Damendoppel
- WTA-ewige-Preisgeld-Rangliste (PDF; 0,9 MB)
- WTA-Preisgeld-Rangliste laufendes Kalenderjahr (PDF; 0,3 MB)

ATP
- ATP-Weltrangliste der Herren
- ATP-Weltrangliste im Herrendoppel
- ATP-Race nach Turin, Herreneinzel
- ATP-Race nach Turin, Herrendoppel
- ATP-Race next generation nach Dschidda
- ATP-ewige-Preisgeld-Rangliste (PDF; 39 MB)
- ATP-Preisgeld-Rangliste laufendes Kalenderjahr

ITF
- Tennis Masters-Tour-Weltrangliste
- Tennis Junioren/Juniorinnen-Weltrangliste
- Davis Cup Nationen-Weltrangliste (Herren)
- Billie Jean King Cup Nationen-Weltrangliste (Damen)

### Beachtennis
- ITF-Beachtennis Weltranglisten, (Damen, Herren)
- ITF-Beachtennis Weltrangliste Juniorinnen
- ITF-Beachtennis Weltrangliste Junioren

### Paratennis
- ITF-Uniqlo-Rollstuhltennis-Weltrangliste (Damen, Herren, Quad, Junioren, Juniorinnen – jeweils Einzel und Doppel)
- IBTA-Blindentennis-Weltrangliste 2024 (nach Sehstärkenklassen B1 – B4, Herren, Damen, Mixed)
- ICSD-Weltrangliste Gehörlosentennis Herreneinzel, Dameneinzel
- ICSD-Weltrangliste Gehörlosentennis Herrendoppel, Damendoppel

### Padel
- FIP-Padel Weltrangliste Damen
- FIP-Padel Weltrangliste Herren
- FIP-Race Damen
- FIP-Race Herren
- FIP-Padel Weltrangliste Junioren
- FIP-Padel Weltrangliste Juniorinnen
- FIP-Padel Nationen-Weltrangliste, (Damen, Herren, Senioren, Seniorinnen, Junioren, Juniorinnen)

### Racketlon
- FIR-Racketlon-Weltranglisten, (Damen, Herren, Junioren, Juniorinnen, Senioren, Seniorinnen, jeweils Einzel, Doppel, Mixed)